# Karczewnik (Chodzież)
Karczewnik – część miasta Chodzieży, położona w południowej części miasta, nad jeziorem Karczewnik. Dawniej samodzielna wieś.

## Historia
Karczewnik to dawny obszar dworski. 1 sierpnia 1934 wszedł w skład nowo utworzonej zbiorowej gminy Chodzież w powiecie chodzieskim w województwie poznańskim. 27 września 1934 utworzył gromadę w gminie Chodzież.
Po wojnie zachował przynależność administracyjną. W związku z reformą administracyjną kraju jesienią 1954 gromadę Karczewnik (oprócz Stróżewka) włączono do Chodzieży.